# Kejsar Montoku
Montoku, född 826, död 858, var regerande kejsare av Japan mellan 850 och 858.